# Niniola
Niniola Apata, conosciuta semplicemente come Niniola (Lagos, 15 dicembre 1986), è una cantante nigeriana.

## Biografia
Cresciuta in una famiglia poligama composta da suo padre (ucciso nel 1995) e le sue tre mogli, Niniola è la sesta di dieci figli. Una delle sue sorelle è la cantante Teni.
Niniola è salita alla ribalta nel 2013 con la sua partecipazione alla sesta edizione del talent show di MTN Nigeria Project Fame West Africa, dove è arrivata in finale, finendo quarta. L'anno successivo ha pubblicato i suoi primi singoli in lingua yoruba, che le hanno valso una candidatura al migliore artista esordiente agli annuali Nigeria Entertainment Awards.
Nel 2017 è uscito Maradona, il singolo di maggior successo della cantante, grazie al quale ha ottenuto successo a livello internazionale: è stato infatti remixato da DJ Snake ed è stato certificato disco di platino dalla Recording Industry of South Africa con oltre 20 000 copie vendute in Sudafrica. Nello stesso anno è uscito il suo album di debutto, This Is Me, candidato ai South African Music Awards nella categoria riguardante il migliore album africano, mentre ai BET Awards del 2018 Niniola è stata in lizza per il premio al migliore artista esordiente internazionale.
Nel 2019 Beyoncé ha utilizzato un campione di Maradona per il suo brano Find Your Way Back, incluso nella colonna sonora The Lion King: The Gift, per il quale Niniola è stata accreditata come co-autrice.

## Discografia

### Album in studio
- 2017 – This Is Me
- 2020 – Colours and Sounds
- 2024 – Press Play

### EP
- 2021 – 6th Heaven

### Singoli
- 2014 – Ibadi
- 2014 – Gbowode
- 2015 – Akara oyibo
- 2015 – Soke
- 2016 – J'étè
- 2016 – Shaba
- 2016 – Start All Over (con Johnny Drille)
- 2016 – Jigi jigi
- 2017 – Maradona
- 2017 – Trapspot (con Finesse Foreva e DJ Consequence)
- 2017 – Sicker
- 2018 – Leg Work (con VJ Adams)
- 2018 – Magun (Remix) (con Busiswa)
- 2018 – Bana
- 2019 – Designer (con Sarz)
- 2019 – Boda sodiq
- 2019 – Omo rapala
- 2019 – Rollin' (con Trifecta e Stonebwoy)
- 2020 – On My Mind (con Solarrio)
- 2020 – Fantasy (con Femi Kuti)
- 2020 – Kiti (con Djibril Cissé e DJ Peet)
- 2020 – Addicted
- 2020 – Pareke (con Yung Felix)
- 2020 – Sibe (con Stadic e Jonny Blaze)
- 2020 – Squander (con Falz)
- 2021 – Promise